# Свети Николай (Копривщица)
Вижте пояснителната страница за други значения на Свети Никола.
„Свети Никола“ или „Свети Николай“ е възрожденска  църква, посветена на свети Николай Мирликийски. На южната фасада на храма, изработен с вградени тухли, се чете надписа: „Храмъ Стителѧ Оца̀ Nа̀шегω Nikола̀ѧ“ (Храм на светителя отца нашего Николая)
Православна църква в град Копривщица, Панагюрска духовна околия в Пловдивска епархия на Българската православна църква. Обявена е за паметник на културата от местно значение. Известна е като „Новата църква“, защото е вдигната след по-стария копривщенски храм „Света Богородица“. Сградата ѝма размери 28 х 21 м. Намира се на ул. „Нешо Шабанов“ №1, на площадчето, образувано в началото на днешната ул. „Найден Попстоянов“ при пресичането ѝ с ул. „Нешо Шабанов“ на левия бряг на рекичката „Косьово дере“ в южния край на „Средна махала“. Енорийски свещеник (през 2017 г.) е отец Румен Стоименов.

## История
Решението за издигане на втори храм в Копривщица е взето от местните църковни настоятели на 29 юни 1839 г. и записано от тогавашния градски учител Неофит Рилски: „Мы жители села Копривщенскаго, понеже милостию Божиею умножихом ся и распространихом ся в това богодарованно нам село, щото едва можеме да се вмещаваме во светая наша церковь, която имаме само една от старо време... согласихме се сички селене мали и велики единомисленно и общебратственно да направиме и еще една церква в селото..., с такова обаче намерение и согласие да буде тая новата церква подчинена под вехтата“. Строежът започва след набавяне на султанско мурафле с позволение за издигането на нова църква (1839) и приключва през 1842 г. Според Константин Иречек сградата е произведение на „гръцки майстори от Пловдив", а според Никола Мавродинов – на одринския майстор Уста Гавраил, който „извиква за тоя строеж майстори, калфи и чираци от Мирково, от Брацигово и от Одрин“. Средствата за нея са дарени от многобройни копривщенци. През 1864 г. Христо П. Енчев изписва на западната ѝ вътрешна стена портрет на Тодор Димов, „един от първите и най-деятелните... създатели, пожертвователи, ктитори и приложници".

## Архитектура
Сградата представлява безкуполна трикорабна базилика с три апсиди от източната страна. Стените са с неизмазана каменна зидария, в която процепите между отделните блокове са покрити със светлорозова смес от ситно счукани керемиди и утаен зехтин. Правоъгълните полета над по-големите прозорци са запълнени с релефна орнаментална украса. Високо на южната стена с тухли е изписано „Храм с(ве)тителя о(т)ца нашего Николая“. От запад е прибавено паянтово преддверие (нартика). Над него се намира вътрешен балкон (емпория), предназначен за жените по време на богослужение и отделен с красиви решетки. Подът е настлан с бели мраморни плочи.
До източния вход в църковния двор се намира голямата Моравенова чешма (1843), дарена от Вълко и Рашко Моравенови. Каменната камбанария е строена през 1927 г. със средства на хаджи Ненчо Палавеев.

## Украса
Иконостасът на църквата се състои от дървени рамки, в които са поставени иконите. Тези рамки, както и таванът, са боядисани в бледосиня боя. С дърворезба са украсени само архиерейският трон и царските двери.
Главната иконостасна икона, тази на Иисус Христос, носи подписа на Йоан Попович („Рука п. Йоан Еленоразградски 1843 година“), чието дело сигурно са и съседните образи на Света Богородица, св. Никола и св. Спиридон (1844). Едно донесено от Йерусалим изображение на Рождество Христово (1858) е подписано на славянски от Иван, Димитър и Константин, а одринчанинът Александър Димитров (Алексос Димитриу) е рисувал иконата на св. Мина (1859). От Йерусалим са донесени и две платна с образи на Архангел Михаил (1854), които покриват страничните врати на иконостаса.
Стенната живопис включва изображения на Страшния съд (1858), Успение Богородично (1861), св. Димитър (1861) и ктитора Тодор Димов (1864) върху западната стена в храма и на св. Спиридон с десет сцени от житието му (1861) върху фронтона на разположения срещу главния църковен вход навес. Всички те са рисувани от копривщенския зограф Христо Панчев Енчев. От него са също царските двери на иконостаса (1859).

## Архитектурен ансамбъл „Свети Николай“
- Моравеновата чешма (1843)
- Камбанарията (1927) от запад
- „Свети Спиридон“ – стенопис от Христо Енчев (1861)
- Царските двери на иконостаса (1859)
- Северната порта на Свети Николай
- Чешмата в Свети Николай
- Метохът в Свети Николай
- Южната фасада
- Текст, написан с въглен от Георги Тосунов

## Затворници в храма на 30 април 1876 година
Затворени в храма при опитът за осуетяването на въстанието от 1876 г.:
| Найден Попстоянов | Копривщица |
| Танчо Шабанов     | Копривщица |
| Цоко Будин        | Копривщица |
| Нешо Попбрайков   | Копривщица |
| Тодор Филипов     | Копривщица |
| Ненчо Искрьов     | Душанци    |
| Яко С. Кацаров    | Копривщица |
| Рашко Гуджев      | неизвестно |

| Георги Тосунов         | Копривщица |
| Петко Георгиев Чурев   | Калофер    |
| Милю Балинов           | неизвестно |
| Сава Хаджипопевстатиев | Стрелча    |
| Делчо Динчов           | Елешница   |

| Андон Стоилов      | Синджирлий |
| Павел Млъчков      | Копривщица |
| Тодор Душанцалията | Душанци    |